# Brod (Brčko)
Pour les articles homonymes, voir Brod.
Brod (en serbe cyrillique : Брод) est un village de Bosnie-Herzégovine. Il est situé dans le district de Brčko. Selon les premiers résultats du recensement de 2013, il compte 1 418 habitants.

## Géographie
Le village est situé sur les bords de la Brka, un affluent droit de la Save.

## Démographie

### Évolution historique de la population dans la localité
| 1948 | 1953 | 1961 | 1971 | 1981 | 1991  | 2013  |
| ---- | ---- | ---- | ---- | ---- | ----- | ----- |
| -    | -    | 595  | 634  | 984  | 1 042 | 1 418 |

|  |